# Samue

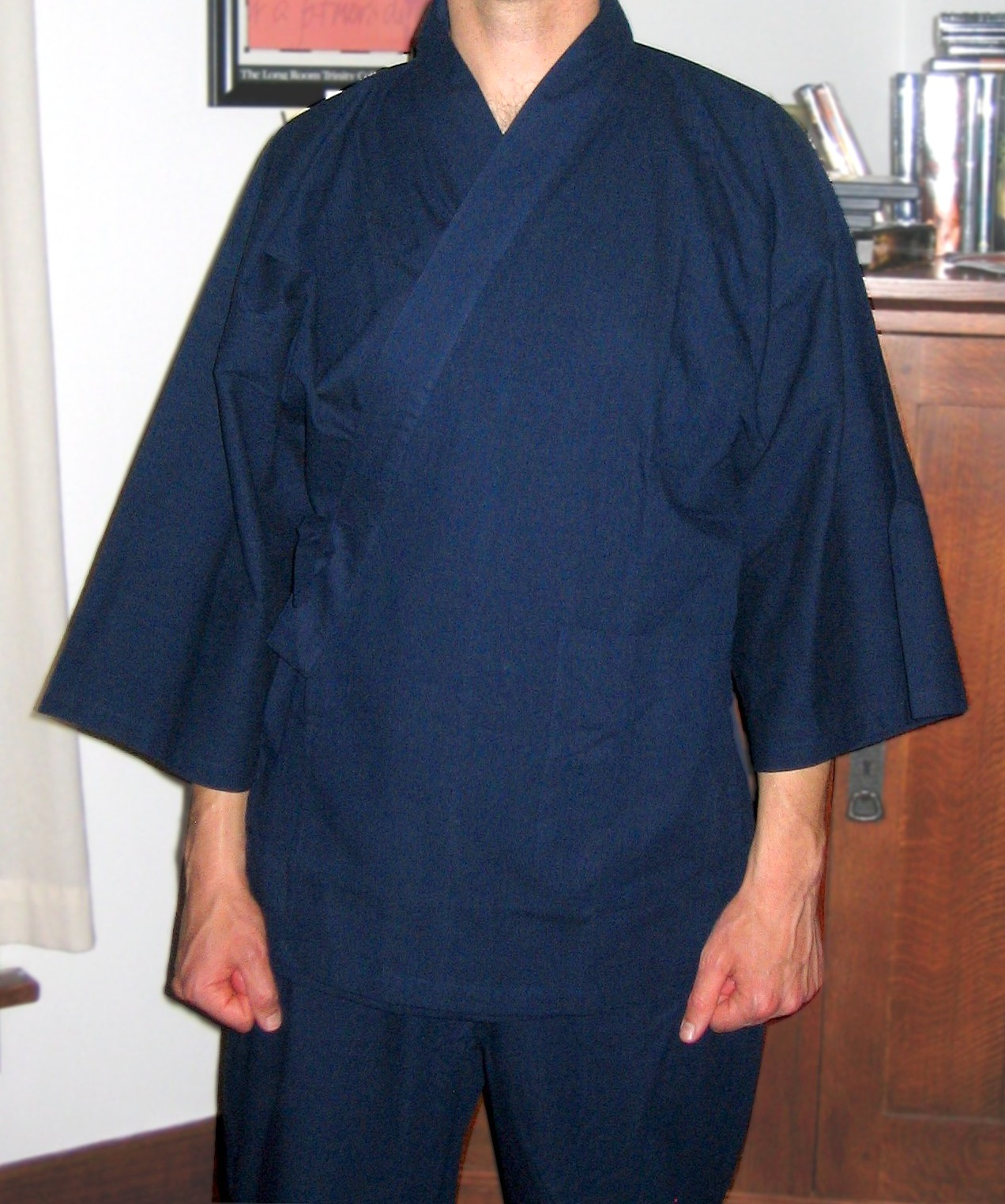
Ejemplo de un samue.

Un Samue (作務衣?) es una prenda tradicional japonesa, usada por los monjes budistas zen para realizar tareas laborales, tales como el mantenimiento de los templos y el trabajo en el campo. Los samue son fabricados a base de algodón o lino, y por lo general se tiñen de color marrón o añil para así distinguirlos de los trajes formales. El samue es una prenda de gran extensión entre los monjes japoneses y es usado en la mayoría de las tradiciones budistas del país. 
En la actualidad, el samue se ha vuelto popular como ropa casual o ropa de trabajo debido a su sencillez y libertad de movimiento. Los individuos que tocan la flauta shakuhachi, debido a la asociación histórica del instrumento con el budismo zen, a veces visten un samue.